# Ich hätte Nein sagen können (Film)
Ich hätte Nein sagen können ist ein schwedisches Teenager-Drama aus dem Jahr 1997, welches auf dem Roman Sanning eller konsekvens (deutsch: Ich hätte Nein sagen können) von Annika Thor basiert.

## Handlung
Nora, ein 12-jähriges Mädchen, kommt nach den Sommerferien in die sechste Klasse der Högalidsskolan. Sie selbst befindet sich gerade im Übergang von der Kindheit zur Pubertät. Plötzlich zeigt sie Interesse an Dessous, Zigaretten und anderen Dingen des Erwachsenenlebens. Auch emotional schwankt sie zwischen schlechter und guter Laune.
Als das neue Schuljahr beginnt, muss sich auch Nora in ihrem Klassenkollektiv neu finden. Neben der Außenseiterin Karin, die von allen gehänselt wird, befinden sich auch die coolen Schönheiten Fanny und Sabina in der Klasse. Nora selbst schließt sich verschiedenen Gruppen an und spielt diese teilweise gegeneinander aus. Dabei gerät sie in einen Strudel aus Geheimnissen und Intrigen.

## Kritik
Die schwedische Internetseite dvdforum.nu meint, dass der Film „ein Teenie-Film mit einigen lustigen und vielen dramatischen Szenen sowie einem guten Schauspiel“ sei. (Filmen är en tonårs film med några roliga och många mer dramatiska inslag vilket gör det till ett intressant drama.).

„Ein problembewusster Kinderfilm, der das schwierige Alter zwischen Kindheit und Pubertät zum ebenso ambitionierten wie diskussionswerten Thema hat.“

## Auszeichnungen
- Guldbagge
  - 1998: Bestes Drehbuch –- Annika Thor
  - 1998: Beste Regie –- Christina Olofson (nominiert)

## Veröffentlichung
Nachdem der Film am 17. Oktober 1997 seinen schwedischen Kinostart hatte, wurde er als Beitrag zur Berlinale 1998 eingereicht und von der Kinderjury mit einer Lobenden Erwähnung ausgezeichnet. Obwohl am 6. November 1998 in Norwegen und am 15. Januar 1999 in Dänemark weitere Kinostarts stattfanden, blieb dem Film ein weiterer Vertrieb außerhalb Skandinaviens verwehrt. Es erfolgte kein DVD-Release in Deutschland. Allerdings sind zwei Fernsehaufführungen bekannt. So wurde der Film am 27. März 1999 im KI.KA und am 22. Januar 2005 auf ARD gezeigt.